# العلاقات الأرجنتينية البالاوية
العلاقات الأرجنتينية البالاوية هي العلاقات الثنائية التي تجمع بين الأرجنتين وبالاو.

## مقارنة بين البلدين
هذه مقارنة عامة ومرجعية للدولتين:
| وجه المقارنة                                              | الأرجنتين                                               | بالاو                         |
| --------------------------------------------------------- | ------------------------------------------------------- | ----------------------------- |
| المساحة (كم2)                                             | 2.78 مليون                                              | 465                           |
| عدد السكان (نسمة)                                         | 44.27 مليون                                             | 21.73 ألف                     |
| الكثافة السكانية (ن./كم²)                                 | 15.92                                                   | 4.67 ألف                      |
| العاصمة                                                   | بوينس آيرس                                              | نغيرولمود، كورور              |
| اللغة الرسمية                                             | اللغة الإسبانية                                         | لغة إنجليزية، اللغة البالاوية |
| العملة                                                    | البيزو الأرجنتيني 1983 ‏، بيزو أرجنتيني، أسترال أرجنتيني | دولار أمريكي                  |
| الناتج المحلي الإجمالي (بليون دولار)                      | 637.59 مليار                                            | 291.54 مليون                  |
| الناتج المحلي الإجمالي (تعادل القوة الشرائية) بليون دولار | 883.02 مليار                                            | 326.12 مليون                  |
| الناتج المحلي الإجمالي الاسمي للفرد دولار أمريكي          | 13.43 ألف                                               | 13.50 ألف                     |
| الناتج المحلي الإجمالي للفرد دولار أمريكي                 |                                                         | 14.76 ألف                     |
| مؤشر التنمية البشرية                                      | 0.827                                                   | 0.780                         |
| رمز المكالمات الدولي                                      | +54                                                     | +680                          |
| رمز الإنترنت                                              | .ar                                                     | .pw                           |
| المنطقة الزمنية                                           | 00                                                      | ت ع م+09:00                   |

## منظمات دولية مشتركة
يشترك البلدان في عضوية مجموعة من المنظمات الدولية، منها:
| علم المنظمة | اسم المنظمة                        | تاريخ انضمام الأرجنتين | تاريخ انضمام بالاو |
| ----------- | ---------------------------------- | ---------------------- | ------------------ |
|             | مؤسسة التنمية الدولية              | 3 أغسطس 1962           | 16 ديسمبر 1997     |
|             | البنك الدولي للإنشاء والتعمير      | 20 سبتمبر 1956         | 16 ديسمبر 1997     |
|             | مؤسسة التمويل الدولية              | 13 أكتوبر 1959         | 16 ديسمبر 1997     |
|             | منظمة حظر الأسلحة الكيميائية       | ?                      | ?                  |
|             | وكالة ضمان الاستثمار متعدد الأطراف | 11 فبراير 1992         | 16 ديسمبر 1997     |
|             | الأمم المتحدة                      | 24 أكتوبر 1945         | 15 ديسمبر 1994     |
|             | يونسكو                             | 15 سبتمبر 1948         | 20 سبتمبر 1999     |

## وصلات خارجية
- موقع وزارة الخارجية الأرجنتينية